# Minneiska
Minneiska é uma cidade localizada no estado americano de Minnesota, no Condado de Wabasha e Condado de Winona.

## Demografia
Segundo o censo americano de 2000, a sua população era de 116 habitantes.
Em 2006, foi estimada uma população de 111, um decréscimo de 5 (-4.3%).

## Geografia
De acordo com o United States Census Bureau tem uma área de
2,7 km², dos quais 1,5 km² cobertos por terra e 1,2 km² cobertos por água.

## Localidades na vizinhança
O diagrama seguinte representa as localidades num raio de 16 km ao redor de Minneiska.